# СТ-6217М
СТ-6217М — высокопольный троллейбус с автономным ходом производства «Сибэлтранссервис». Оснащался литий-ионными батареями производства российской компании «Лиотех». Заявляемый запас автономного хода около 60 км.
После непродолжительной эксплуатации признаны неудовлетворительными; после демонтажа батарей работают как обычные троллейбусы.

## Описание
Первый двухосный современный высокопольный троллейбус, разработанный заводом в городе Новосибирске. Троллейбус имеет систему с длительным режимом автономного хода до 60 километров. Кузов выпущен и приобретён от обычного современного высокопольного троллейбуса СТ-6217, кузов автобуса НефАЗ.
У первого опытного образца, построенного в 2010 году, заряда хватало на путь длиной до 40 км. В июне 2012 года был построен второй опытный образец, но уже с большим запасом батарей. Уже второй троллейбус имел запас самостоятельного хода до 60 км.
В ноябре 2012 года «Сибэлтранссервис» освоил выпуск и началось производство первой высокопольной серийной модификации с автономным ходом СТ-6217М. Эксплуатируется только в России, в городах Сибири.

## История поставок
Первый опытный экземпляр был выпущен в апреле 2011 года и поступил в Новосибирск, где он был представлен на выставке в выставочном центре «Новосибирск Экспоцентр», после этого проходил испытания на аккумуляторах. Кузов был выпущен и приобретён от обычного современного высокопольного троллейбуса СТ-6217, дата выпуска: 2010 года. Немного позже был передан в Заельцовское троллейбусное депо, где получил новый бортовой номер № 3315.
Второй опытный экземпляр был выпущен в июне 2012 года и поступил в Новосибирск, где он был представлен на выставке в выставочном центре «Новосибирск Экспоцентр», после этого проходил испытаний на аккумуляторах. Кузов был выпущен и приобретён от обычного современного высокопольного троллейбуса СТ-6217, дата выпуска изготовления: 2012 года. Немного позже был передан в Заельцовское троллейбусное депо, где получил новый бортовой номер № 3316.
В промежутке с середины 2014 по конец 2016 аккумуляторные батареи обоих троллейбусов, эксплуатируемых в Новосибирске, пришли в негодность.
В ноябре 2012 года завод «Сибэлекранссервис» освоил выпуск и началось производство первой высокопольной серийной модификации с автономным ходом СТ-6217М. Эксплуатируется только в России, в городах Сибири.

### 2012 год
- 25 декабря 2012 года из Новосибирска в Барнаул поступил первый из серийный заказанный современный высокопольный троллейбус с автономным ходом СТ-6217М для испытаний на аккумуляторах. Барнаул стал вторым городом в Сибири, куда поступил первый из серийных заказанный современный высокопольный троллейбус с автономным ходом СТ-6217М.
- В конце декабря 2012 года из Новосибирска в Братск поступил первый из серийный заказанный современный высокопольный троллейбус с автономным ходом СТ-6217М для испытаний на аккумуляторах. Братск стал третьим городом в Сибири, куда поступил первый из серийных заказанный современный высокопольный троллейбус с автономным ходом СТ-6217М.

### 2013 год
- 22 февраля 2013 года из Новосибирска в Барнаул поступил второй из серийных заказанный троллейбус с автономным ходом СТ-6217М для испытаний на аккумуляторах.
- В апреле 2013 года из Новосибирска в Братск поступил второй из серийный заказанный троллейбус с автономным ходом СТ-6217М для испытаний на аккумуляторах.
- В декабре 2013 года из Новосибирска в Братск поступил третий из серийный заказанный троллейбус с автономным ходом СТ-6217М для испытаний на аккумуляторах.

### 2014 год
- По результатам испытаний было принято решение о закупке данных троллейбусов для нужд Барнаула Алтайского края, порядка ещё 10 новых троллейбусов с автономным ходом СТ-6217М для испытаний на аккумуляторах, а также по новому скоростному междугородному троллейбусному маршруту Барнаул — Первомайский район — Новоалтайск.

## Достоинства
- электронные маршрутоуказатели (ЭМУ)
- Оборудован с длительным режимом автономного хода до 60 километров.

## Эксплуатирующие города
По состоянию на март 2025 года в России эксплуатируются 5 (1) троллейбусов в следующих городах:
| Страна | Город   | Эксплуатирующая организация            | Модификация | Количество                       |
| Россия | Барнаул | МУП Горэлектротранс                    | СТ-6217М    | 2 машины, 1 не эксплуатируется   |
| Россия | Братск  | МП «Братское троллейбусное управление» | СТ-6217М    | 3 машины, все не эксплуатируются |

В Новосибирске СТ-6217М в 2024 отстранили от эксплуатации и ожидают своей участи (к списанию).